# Раштани (Велес)
Раштани (мкд. Раштани) су насеље у Северној Македонији, у средишњем делу државе. Раштани су насеље у оквиру општине Велес.

## Географија
Раштани су смештени у средишњем делу Северне Македоније. Од најближег града, Велеса, село је удаљено 8 km северозападно.
Село Раштани се налази у историјској области Грохот, на месту где Велешка котлина прелази у прве падине планине Голешнице. Надморска висина насеља је приближно 380 метара.
Површина сеоског атара простире се на површини од 12,1 km².
Месна клима је измењена континентална са значајним утицајем Егејског мора (жарка лета).

## Становништво
Хрлевци су према последњем попису из 2002. године имали 286 становника.
Већинско становништво у насељу су етнички Македонци (100%).
Претежна вероисповест месног становништва је православље.